# Sphingonotus paradoxus
Sphingonotus paradoxus är en insektsart som beskrevs av Bei-bienko 1948. Sphingonotus paradoxus ingår i släktet Sphingonotus och familjen gräshoppor. Inga underarter finns listade i Catalogue of Life.